# Sanada Yukitaka
Sanada Yukitaka (真田 幸隆?; 1512 ? – 8 giugno 1574) è stato un samurai giapponese del periodo Sengoku.
Fu daimyō nello Shinano e si sottomise a Takeda Shingen dopo una lunga lotta, diventando uno dei ventiquattro generali di Takeda Shingen. Partecipò alla battaglia di Odaihara nel 1546, nell'assedio di Toishi nel 1550 e 1551, nelle battaglie di Kawanakajima, in quella di Mikatagahara e fu uno dei tre generali chiamati Danjōchū da Shingen.
Fu il padre di Sanada Nobutsuna e Sanada Masayuki e nonno del leggendario samurai Sanada Yukimura che era soprannominato ″l′eroe che può apparire solo una volta in cent'anni″.